# Fuerza de Seguridad Fronteriza
La Fuerza de Seguridad Fronteriza (BSF) es un cuerpo de policía armada central de la India, dependiente del Ministerio del Interior. Se encarga de vigilar las fronteras de India con Pakistán y Bangladés. Se creó a raíz de la guerra indo-pakistaní de 1965 para garantizar la seguridad de las fronteras de India y otros asuntos relacionados.
La BSF ha pasado de 25 batallones en 1965 a 193 batallones con una dotación autorizada de 270.000 efectivos, que incluye un ala aérea en expansión, un ala acuática, un regimiento de artillería y unidades especializadas. Actualmente es la mayor fuerza de seguridad fronteriza del mundo. La BSF ha sido calificada como la primera línea de defensa de los territorios indios.

## Historia
Desde la independencia de India en 1947, la protección de sus fronteras internacionales era responsabilidad de la policía local de cada estado fronterizo, con escasa coordinación interestata. Sin embargo, durante la guerra indo-pakistaní de 1965, Pakistán atacó Sardar Post, Char Bet y Beria Bet el 9 de abril de 1965, en Kutch. Este ataque puso de manifiesto la insuficiencia de la policía armada del estado para hacer frente a una agresión armada. Por ello, tras la guerra, el gobierno creó la Fuerza de Seguridad Fronteriza como organismo central unificado con el mandato específico de vigilar las fronteras internacionales de India. Este acto aportó una mayor cohesión a la seguridad fronteriza. K F Rustamji, del Servicio de Policía indio, fue el primer Director General de la BSF. Dado que se trataba de una fuerza nueva, los oficiales debían ser enviados o contratados desde el exterior para cubrir las diversas vacantes en los distintos niveles hasta que el propio cuadro de la fuerza madurara lo suficiente. Por esta razón, un gran número de oficiales del ejército indio fueron incorporados a la fuerza, junto con oficiales del IPS que fueron enviados a la fuerza para puestos de alto nivel.
Las capacidades de las BSF se utilizaron en la guerra indo-pakistaní de 1971 contra las fuerzas pakistaníes en zonas donde las Fuerzas Regulares estaban escasamente distribuidas. Las tropas de las BSF participaron en varias operaciones, incluida la famosa batalla de Longewala. De hecho, para las BSF la guerra en el frente oriental había comenzado mucho antes de que estallara realmente la guerra en diciembre de 1971. Las BSF habían entrenado, apoyado y formado parte de Mukti Bahini y habían entrado en el antiguo Pakistán Oriental antes de que estallaran las hostilidades propiamente dichas. Las BSF desempeñaron un papel muy importante en la liberación de Bangladés, como reconocieron Indira Gandhi y Sheikh Mujibur Rehman.

### Lista de directores generales de las BSF
K.F. Rustamji, IPS, fue nombrado primer Director General de la Fuerza de Seguridad Fronteriza desde el 22 de julio de 1965 hasta el 30 de septiembre de 1972, y el actual DG (cargo adicional) es Daljit Singh Chaudhary, IPS, desde el 3 de agosto de 2024.
| N.º  | Nombre                    | Inicio                  | Fin                      |
| ---- | ------------------------- | ----------------------- | ------------------------ |
| 1    | Khusro Faramurz Rustamji  | 22 de julio de 1965     | 30 de septiembre de 1972 |
| 2    | Ashwini Kumar             | 1 de octubre de 1972    | 31 de diciembre de 1977  |
| 3    | Sharawan Tandon           | 1 de enero de 1978      | 30 de noviembre de 1980  |
| 4    | K. Rama Murti             | 1 de diciembre de 1980  | 31 de agosto de 1982     |
| 5    | Birbal Nath               | 1 de septiembre de 1982 | 30 de septiembre de 1984 |
| 6    | M. C. Misra               | 1 de octubre de 1984    | 31 de julio de 1987      |
| 7    | H. P. Bhatnagar           | 1 de agosto de 1987     | 31 de julio de 1990      |
| 8    | T. Ananthachary           | 1 de agosto de 1990     | 31 de mayo de 1993       |
| 9    | Prakash Singh             | 9 de junio de 1993      | 31 de enero de 1994      |
| 10   | D. K. Arya                | 1 de febrero de 1994    | 3 de diciembre de 1995   |
| 11   | Arun Bhagat               | 4 de diciembre de 1995  | 2 de octubre de 1996     |
| 12   | A. K. Tandon              | 2 de octubre de 1996    | 4 de diciembre de 1997   |
| 13   | E. N. Rammohan            | 4 de diciembre de 1997  | 30 de noviembre de 2000  |
| 14   | Gurbachan Singh Jagat     | 30 de noviembre de 2000 | 30 de junio de 2002      |
| 15   | Ajay Raj Sharma           | 1 de julio de 2002      | de diciembre de 2004     |
| 16   | Ranjit Shekhar Mooshahary | 31 de diciembre de 2004 | 26 de febrero de 2006    |
| 17   | A. K. Mitra               | 27 de febrero de 2006   | 30 de septiembre de 2008 |
| 18   | M. L. Kumawat             | 1 de octubre de 2008    | 31 de julio de 2009      |
| 19   | Raman Srivastava          | 1 de agosto de 2009     | 31 de octubre de 2011    |
| 20   | U. K. Bansal              | 1 de noviembre de 2011  | 30 de noviembre de 2012  |
| 21   | Subhash Joshi             | 19 de diciembre de 2012 | 28 de febrero de 2014    |
| 22   | D. K. Pathak              | 8 de marzo de 2014      | 29 de febrero de 2016    |
| 23   | K. K. Sharma              | 1 de marzo de 2016      | 30 de septiembre de 2018 |
| 24   | Rajni Kant Mishra         | 1 de octubre de 2018    | 31 de agosto de 2019     |
| 25   | V. K. Johri               | 1 de septiembre de 2019 | 10 de marzo de 2020      |
| 26   | Surjeet Singh Deswal      | 11 de marzo de 2020     | 17 de agosto de 2020     |
| 27   | Rakesh Asthana            | 18 de agosto de 2020    | 28 de julio de 2021      |
| (26) | Surjeet Singh Deswal      | 28 de julio de 2021     | 31 de agosto de 2021     |
| 28   | Pankaj Kumar Singh        | 1 de septiembre de 2021 | 31 de diciembre de 2022  |
| 29   | Sujoy Lal Thaosen         | 1 de enero de 2023      | 14 de junio de 2023      |
| 30   | Nitin Agarwal             | 15 de junio de 2023     | 31 de julio de 2024      |
| 31   | Daljit Singh Chaudhary    | 1 de agosto de 2024     | Titular                  |

## Compromisos
- Guerra indo-pakistaní de 1971
- Operación Estrella Azul
- Operación Trueno Negro
- Insurgencia en el Punjab
- Insurgencia en Jammu y Cachemira
- Operación Vijay - Guerra de Kargil
- 2001 Escaramuzas fronterizas entre Bangladesh e India
- 2001-2002 Operación Parakram - Enfrentamiento India-Pakistán
- 2013 Escaramuzas fronterizas entre India y Pakistán
- 2014-15 Escaramuzas fronterizas entre la India y Pakistán
- 2016-2018 Escaramuzas fronterizas entre la India y Pakistán
- 2019 Escaramuzas fronterizas entre la India y Pakistán

## Roles
En tiempo de paz
- Vigilancia y seguridad de las fronteras.

- Prevención de delitos transfronterizos, entrada o salida no autorizada del territorio de la India.

- Prevención del contrabando y otras actividades ilegales en la frontera.

- Tareas anti-infiltración.

- Recogida de información transfronteriza.

- Promover un sentimiento de seguridad entre las personas que viven en las zonas fronterizas.

En tiempo de guerra
- Mantenimiento del terreno en los sectores asignados.

- Acción agresiva limitada contra fuerzas irregulares del enemigo.

- Mantenimiento de la ley y el orden en territorio enemigo administrado bajo el control del Ejército.

- Actuación como guías del Ejército en zonas fronterizas.

- Asistencia en el control de refugiados.

- Provisión de escoltas.

- Realización de tareas especiales relacionadas con la inteligencia, incluidas las incursiones transfronterizas.[9]

- Reposición de efectivos.

La BSF también se emplea para tareas de seguridad interna y otras tareas de orden público a petición del Gobierno del Estado. Al ser una Fuerza de Policía Armada Central, se le pueden encomendar tareas policiales en cualquier lugar aparte de su mandato. Aunque en un principio se le encomendó la vigilancia de las fronteras exteriores de India, en la década de 1990 a la BSF también se le encomendó la tarea de realizar operaciones de contrainsurgencia y antiterroristas en Jammu y Cachemira, Punjab y los siete estados hermanos del noreste. En el Punjab, la BSF participó en operaciones como Blue Star y Black Thunder 1 y 2. Sin embargo, cuando estalló la insurgencia en Jammu y Cachemira en 1989, se trasladó a este estado y cedió las operaciones en Punjab a la CRPF y a la policía local. En Jammu y Cachemira, la policía estatal y la escasamente desplegada Fuerza de Policía de la Reserva Central (CRPF) tuvieron dificultades para hacer frente a la tortuosa violencia, por lo que se desplegó para combatirla.
En Jammu y Cachemira, la BSF sufrió inicialmente bajas por atentados terroristas, pero más tarde cosechó éxitos. Durante los primeros años, la actividad terrorista había llegado incluso a Jammu y a partes del norte del Punjab y de Himachal Pradesh. Sin embargo, gracias al éxito de las operaciones de las BSF, a finales de la década de 1990 su área de actividad había quedado restringida únicamente al valle. Las BSF también lograron establecer una sólida red HUMINT. Además de detener a Maulana Masood Azhar, Bitta Karate y Yasin Malik, a las BSF se les atribuye la muerte de Ghazi Baba, jefe de Jaish-e-Mohammed y cerebro del atentado contra el Parlamento indio de 2001, en agosto de 2003, junto con su comandante adjunto. Las BSF asaltaron el escondite de Baba en Srinagar y lo mataron en el tiroteo que siguió junto con su subjefe.
Sin embargo, con el cambio de las condiciones tácticas y operativas, y la expansión y modernización de la policía estatal, el gobierno retiró los 60 batallones de las BSF y los redistribuyó en la frontera indo-pakistaní y en la frontera entre Bangladesh e India. Estas tropas fueron sustituidas por tropas frescas de la CRPF que habían recibido formación especializada en la lucha antiterrorista.
Algunas unidades de la BSF también están desplegadas en el centro de India para combatir la violencia naxal. Las operaciones contra los maoístas están diversificadas. Las BSF están desplegadas en el distrito de Kanker, en Chhattisgarh, donde la fuerza naxal es comparativamente menor que en otras partes de la región de Bastar. En la actualidad hay un total de 15 batallones de BSF estacionados en diferentes partes del distrito de Kanker para combatir a los naxalitas.
Tras los recientes asesinatos de civiles en Cachemira, el Ministerio del Interior volvió a reclutar a las BSF para operaciones de contrainsurgencia y tareas de mantenimiento del orden en el valle. Las unidades de las BSF se desplegarán en zonas sensibles de varios distritos del valle de Cachemira. Un importante contribuyente al éxito de las BSF en el valle de Cachemira es el Comandante Jagmohan Singh Rawat SM, KC. Ha desempeñado un papel crucial en las operaciones de contrainsurgencia.

## Organización

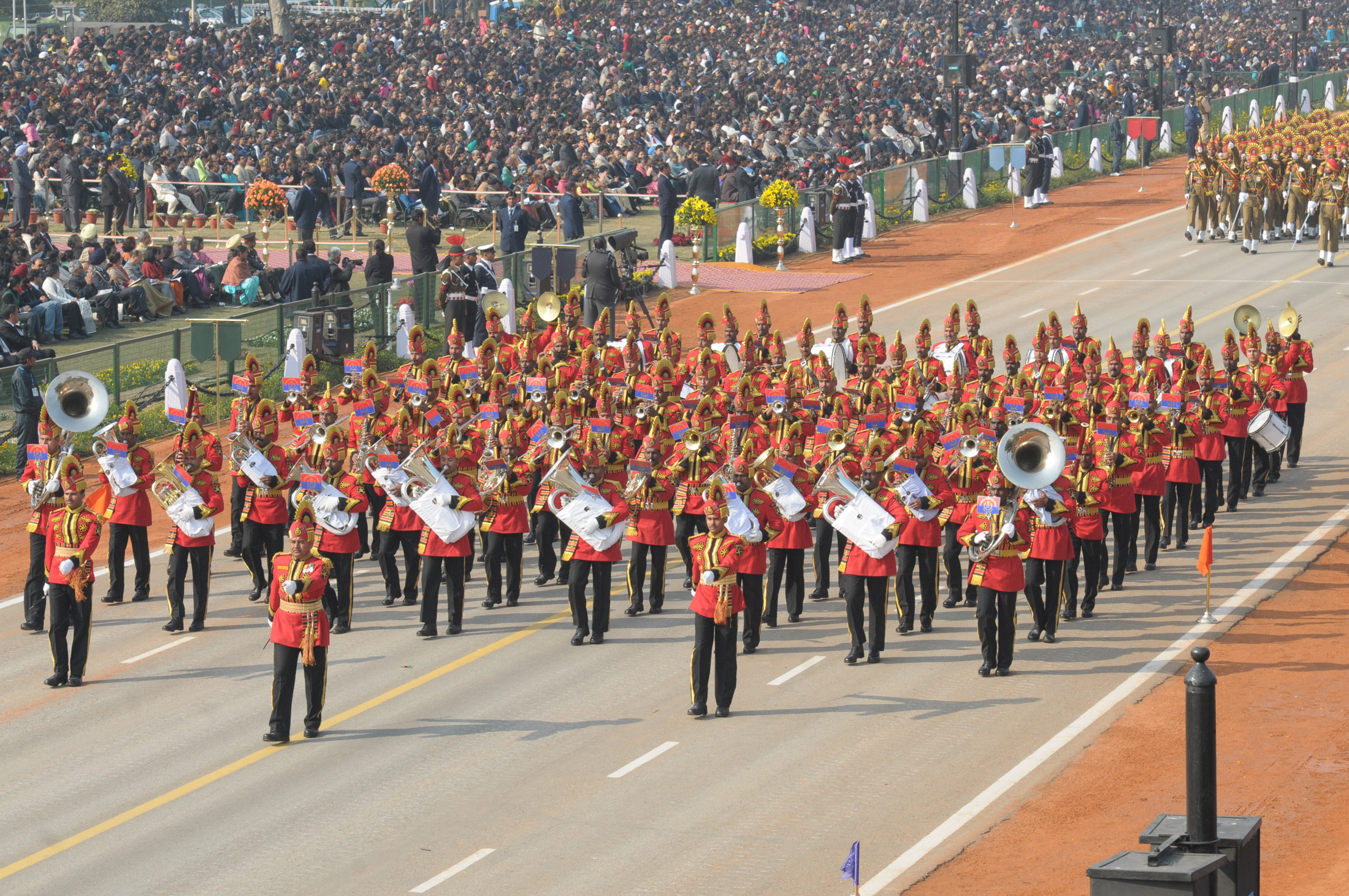
Contingente de la banda de las BSF marchando durante el 63.º Desfile del Día de la República

La Fuerza de Seguridad Fronteriza tiene su cuartel general en Nueva Delhi y se conoce como Cuartel General de la Fuerza (FHQ), dirigido por un Director General. De él dependen varias direcciones, como la de Operaciones, Comunicaciones e Informática, Formación, Ingeniería, General, Jurídica, Aprovisionamiento, Administración, Personal, Armamento, Médica, Finanzas, etcétera. Cada dirección está dirigida por un IG. Del Teatro Oriental se ocupa el Spl. DG del Cuartel General (Mando Oriental) en Calcuta y del Teatro Occidental se ocupa el Spl DG del Cuartel General (Mando Occidental) en Chandigarh. Las formaciones sobre el terreno de las BSF están dirigidas por un Inspector General (IG) y se conocen como Cuarteles Generales de Frontera (Ftr HQ). Hay 13 de estos Cuarteles Generales de Frontera, bajo cuyo mando funcionan los Cuarteles Generales de Sector (SHQ), dirigidos por un Inspector General Adjunto (DIG) cada uno. Cada SHQ tiene bajo su mando entre 4 y 5 batallones de infantería, junto con unidades de artillería, aire y agua. Actualmente hay 186 batallones asignados a las BSF. Cinco grandes instituciones de formación y diez Centros de Formación Subsidiarios (STCs) imparten formación ab-initio y en servicio a sus filas y otros CPOs/SPOs incluyendo IPS Probationers.

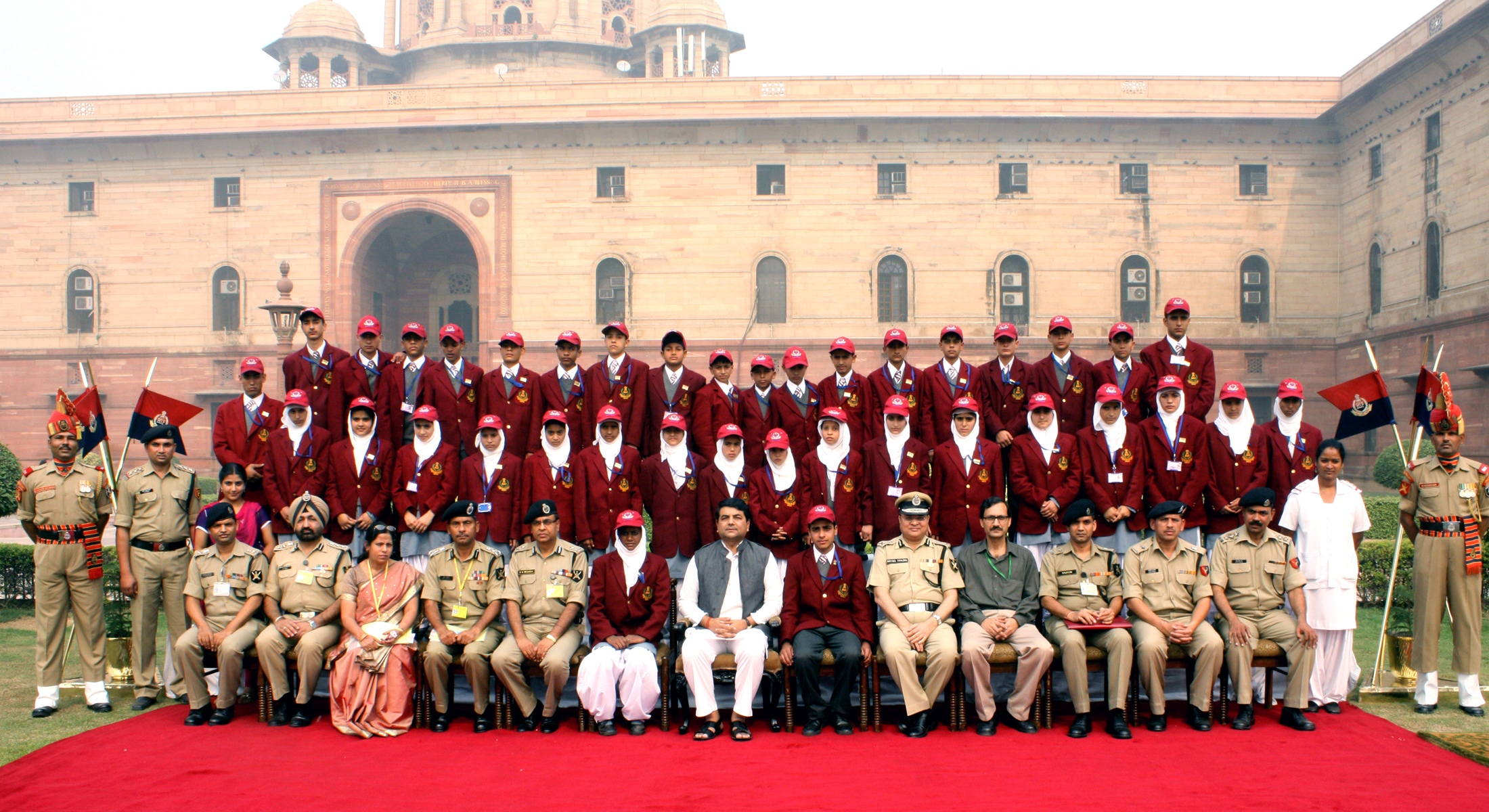
El ministro del Interior con niños que forman parte de la gira Bharat Darshan organizada por la BSF en 2012

La BSF es la única Fuerza de Policía Armada Central que tiene su propia Ala Aérea y regimiento de artillería, y además de la ITBP que tiene un Ala Acuática. Todas estas alas especializadas apoyan a los Batallones de Servicio General en sus operaciones. El Asesor Financiero de las BSF ha sido un funcionario del Indian Revenue Service con rango de Subsecretario y también cuenta con Asesores Dy del Indian Audit and Accounts Service, del Indian Civil Account Service y del Indian Defence Account Service.
La BSF también tiene una escuela a nivel nacional para la cría y adiestramiento de perros. Perros de otras CPOs y de la Policía Estatal son enviados al Centro Nacional de Adiestramiento de Perros (NTCD) para ser adiestrados en patrulla de infantería, detección de explosivos, rastreo y similares.

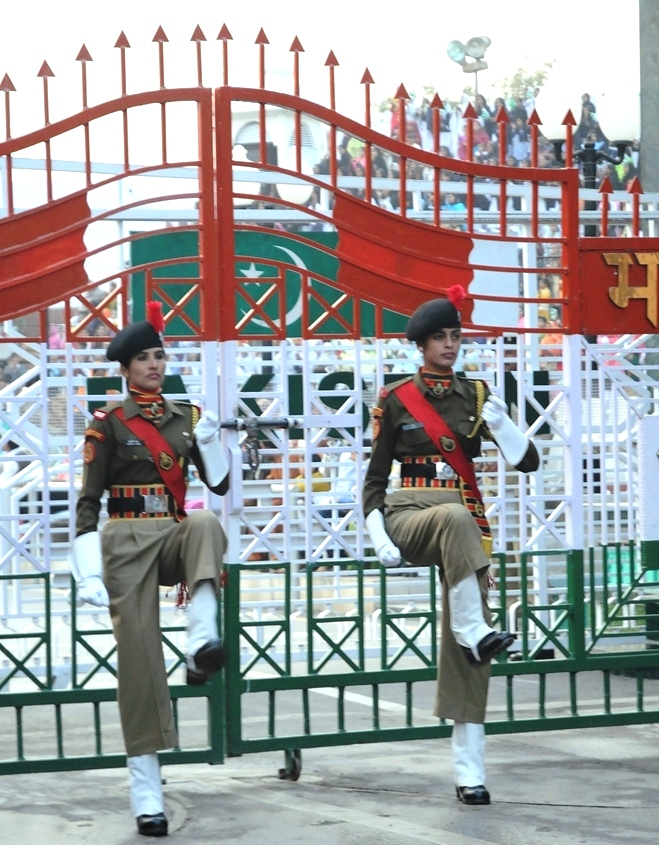
Mujeres de las BSF participan en la ceremonia de retirada en la frontera entre India y Pakistán en Wagah, 2010

La BSF mantiene una Unidad de Humo Láser (TSU), única en la India. La TSU se encarga de producir las municiones de gas lacrimógeno necesarias para las Fuerzas Antidisturbios. También exporta una cantidad sustancial a otros países.
Tres batallones de la BSF, situados en Calcuta, Guwahati y Patna, están designados como Fuerza Nacional de Respuesta a Desastres (NDRF). Cada batallón mantiene 18 equipos autónomos especializados en búsqueda y rescate de 45 personas cada uno, entre ingenieros, técnicos, electricistas, escuadrones caninos y médicos y paramédicos. La dotación de cada batallón es de 1Border Security Force Band marching contingent playing ‘Vijay Bharat’ passes through the Rajpath during the 63rd Republic Day Parade-2012, in New Delhi on January 26, 2012.jpg.158 efectivos. La NDRF es una fuerza multidisciplinar, polivalente y de alta tecnología para todo tipo de desastres y puede desplegarse en catástrofes por aire, mar y tierra. Estos batallones están equipados y entrenados para todas las catástrofes naturales, incluida la lucha contra las catástrofes químicas, biológicas, radiológicas y nucleares (QBRN).
Desde 2014, como parte de la modernización, las BSF también han empezado a instalar sistemas de infrarrojos, cámaras termográficas, aerostatos para vigilancia aérea, sensores terrestres, radares, sistemas de sonar para proteger las fronteras fluviales, sensores de fibra óptica y sistemas de detección de intrusos por rayo láser en secciones específicas de la frontera con Pakistán y Bangladesh. Estos sistemas de alta tecnología se instalan en zonas en las que no ha sido posible instalar vallas de alambre de espino debido a lo traicionero del terreno o a la topografía pantanosa de los ríos. La mayor sección de este sistema se encuentra en Dhubri, Assam, donde el río Brahmaputra entra en Bangladesh.

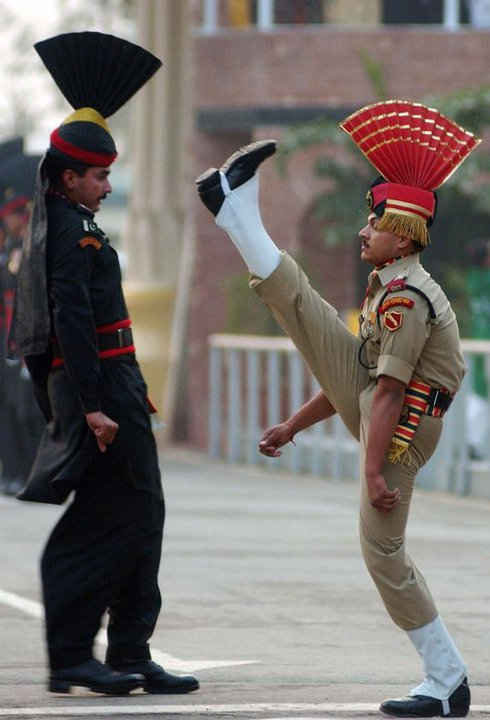
Un soldado de las BSF actúa en la ceremonia fronteriza de Attari-Wagah a metros de un soldado de los Rangers de Pakistán

### ORBAT
- Mando Occidental, Chandigarh

- Frontera de Gujarat, Gandhinagar

- Sector Barmer

- Sector Gandhinagar

- Sector Bhuj

- Frontera de Rajastán, Jodhpur

- Sector Jaisalmer (Sur)

- Sector Jaisalmer (Norte)

- Sector de Bikaner

- Sector Ganganagar

- Punjab Frontera, Jalandhar

- Sector Ferozepur

- Sector Amritsar

- Sector Gurdaspur

- Frontera de Jammu, Jammu

- Sector Jammu

- Sector SunderbaniEn la ceremonia de la frontera Petrapole-Benapole, personal de la BSF y de la Guardia de Fronteras de Bangladesh

- Sector de Rajauri

- Sector I/Nagar

- Frontera de Cachemira, Humhama

- Sector Srinagar

- Sector Baramulla

- Sector Bandipore

- Sector Kupwara

- Mando Oriental, Calcuta

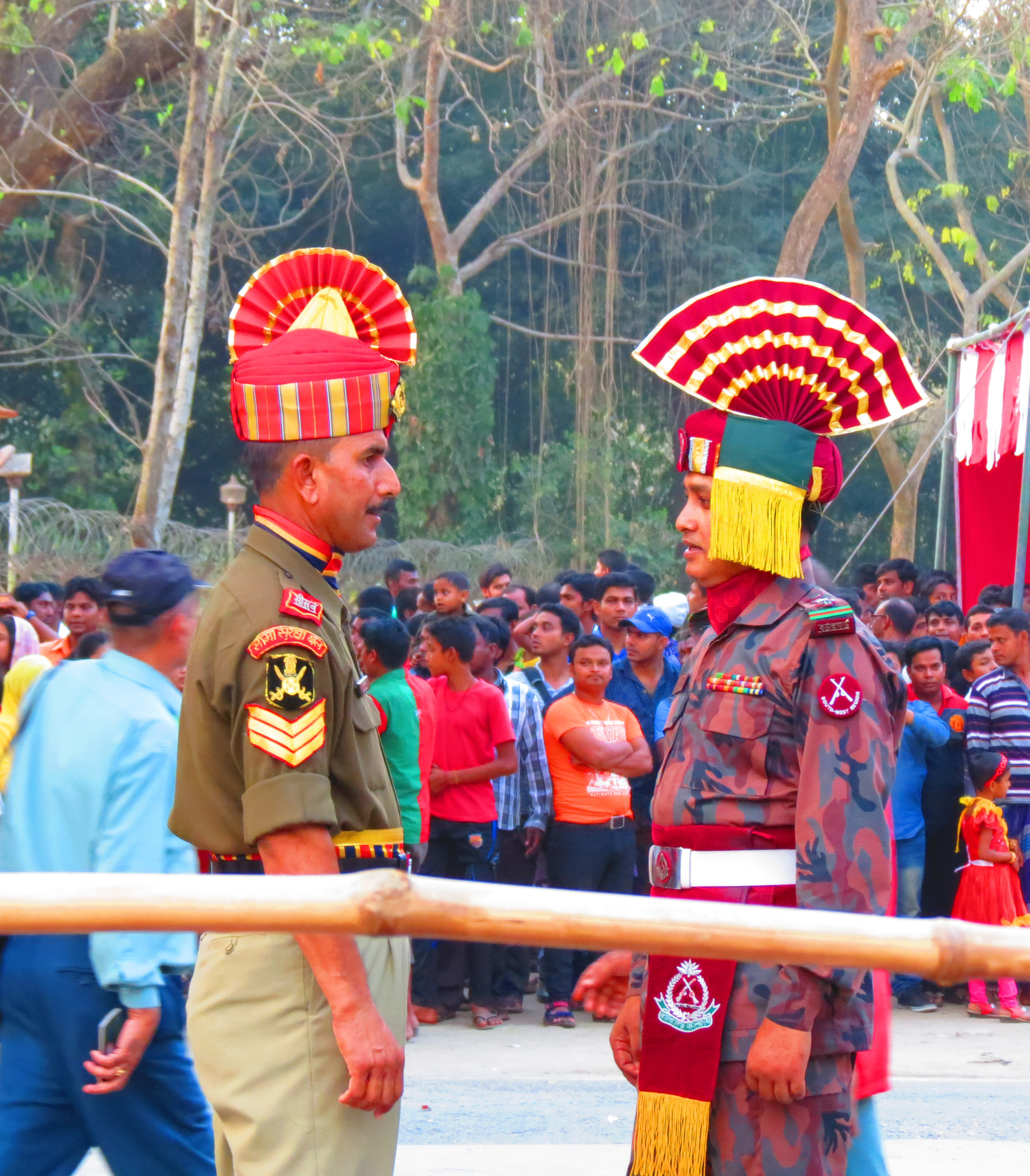
En la ceremonia de la frontera Petrapole-Benapole, personal de la BSF y de la Guardia de Fronteras de Bangladesh

- Frontera de Bengala del Sur,[15] Calcuta

- Frontera de Bengala del Norte, Kadamtala

- Frontera de Meghalaya

- Cuartel General Shillong (en Mawpat)

- Cuartel General de Tura

- Frontera de Tripura, Agartala

- Frontera de Mizoram y Cachar, Masimpur

- Sector Aizawl

- Sector Cachar

- CI Ops Manipur

- Frontera Assam, Guwahati

- Cuartel General FTR (spl ops)Odisha

- SHQ Koraput

- SHQ Malkanagiri

### Destacamentos especiales
Creek Crocodile
El Creek Crocodile es la unidad de comando especializada de la BSF. El objetivo principal de esta unidad es actuar como fuerza de reacción rápida e impedir el contrabando y la infiltración de elementos no deseados. La unidad está desplegada específicamente en los estuarios del río Indo en Guyarat y en Sir Creek. Fue creada en 2009. La base de operaciones de esta unidad se encuentra en el puesto de Koteshwar de las BSF. Están equipados con vehículos todo terreno (ATV) y lanchas patrulleras rápidas.
Contingente Camello

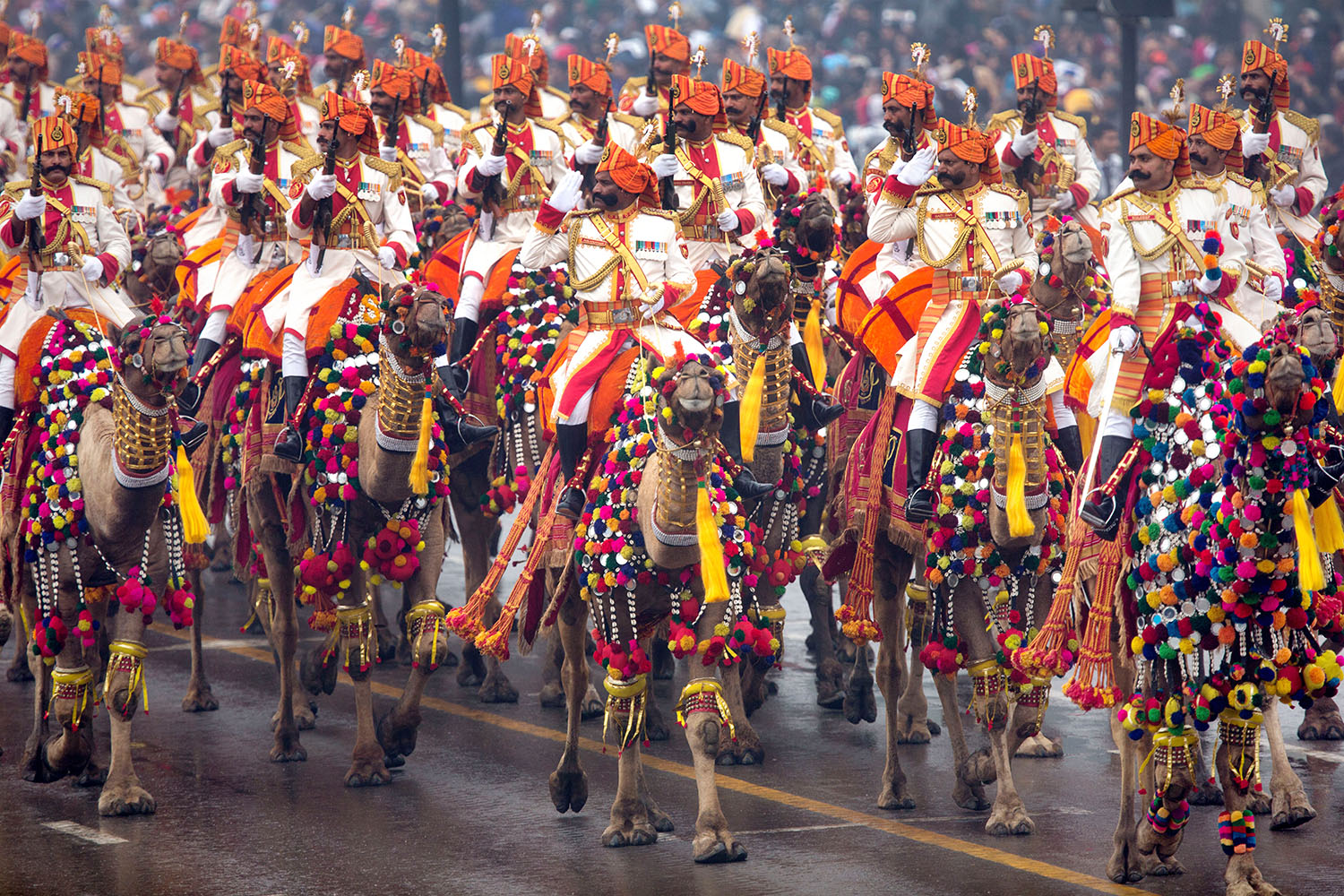
Contingente de camellos durante un desfile

El Contingente de Camellos de las BSF es una unidad de camellos especializada del tamaño de un batallón que tiene sus raíces en el Cuerpo de Camellos de Bikaner. El objetivo principal de esta unidad es patrullar la sección desértica de la frontera con Pakistán. Esta unidad cuenta con 1.200 camellos y 800 jinetes. Tanto los camellos como los jinetes se entrenan en el Centro de EntrenamienSoldiers parade on camelback during the Republic Day Parade in New Delhi, India.jpgto de Camellos situado en el Cuartel General de Fronteras de las BSF en Jodhpur.
Sin embargo, con el ritmo de modernización de las fuerzas, la BSF ha equipado su formación a lo largo de la frontera occidental con vehículos todo terreno y otros aparatos especializados.

## Propuesta relativa a la vigilancia de la frontera entre Indo y Myanmar
El Comité de Seguridad del Consejo de Ministros (CCS) ha estado estudiando una propuesta para confiar a la Fuerza de Seguridad Fronteriza (BSF) las tareas de vigilancia fronteriza a lo largo de la frontera entre Indo y Myanmar. Actualmente, los Fusileros de Assam custodian los 1.640 kilómetros de frontera entre Indo y Myanmar.
La propuesta de custodiar la frontera entre Indo y Myanmar responde a una propuesta de la BSF de asumir esta función mediante la creación de 45 nuevos batallones, un cuartel general de director general adicional, cuatro cuarteles generales fronterizos dirigidos por un oficial de rango IG y 12 cuarteles generales de sector dirigidos por oficiales de nivel DIG. Sin embargo, a partir del 1 de marzo de 2015, el Ministerio del Interior decidió mantener la autoridad de esta frontera únicamente con los Fusileros de Assam.
ORBAT propuesto para la frontera con Myanmar
- Cuartel General del Mando del Noreste, Imphal

- Frontera de Mizoram

- Frontera de Manipur

- Frontera de Nagaland

- Frontera de Arunachal

## Equipamiento
Todo el equipo, incluidos los uniformes, las armas, la munición y los vehículos, como los vehículos antibalas, los vehículos de transporte de tropas, los vehículos logísticos y los vehículos protegidos contra minas, se fabrica en las fábricas indias de armamento, bajo el control de la Junta de Fábricas de Armamento. El equipo de drones y antidrones es una adquisición inminente.

### Pistolas y revólveres
- Pistolas Glock 9 mm

- Pistola Auto 9 mm 1A Pistola 9 mm

### Subfusiles y carabinas
- Subfusiles Beretta MX4 Storm. 68000 SMG adquiridos y sustituyeron a la carabina SAF 1A.

- MP5

### Fusiles de asalto
- AKM: fusil de asalto 7,62×39 mm.

- INSAS: fusil de asalto de 5,56 mm × 45 mm. Fusil de servicio de la fuerza.

- TAR 21: fusil de asalto de 5,56 mm × 54 mm.

### Ametralladoras
- INSAS LMG

- FN MAG MMG

- NSV HMG Montada en trípode

- Ametralladora Bren Gun 7.62×51mm OFB Made

- Ametralladora universal Uk vz.59

### Fusiles de francotirador
- Fusil antimaterial Vidhwansak (AMR) o fusil de francotirador de gran calibre[22]FN MAG ametralladora mediana

- Rifle de francotirador M82 de 12,7 mm

- Steyr SSG 69

- FN FAL Completamente eliminado como fusil de servicio por el fusil INSAS, pero aún utilizado como DMR.

### Rifle
- Rifles sin retroceso Carl Gustaf de 84 mm

### Lanzagranadas
- Lanzagranadas automático AGS-30

- Lanzagranadas múltiple Milkor MGL

- Lanzagranadas bajo cañón UBGL de 40 mm

### Artillería
- Mortero de 51 mm

- Mortero 81 mm

- Mortero de 120 mm

- Cañón Avni de defensa antiaérea

- Cañón de campaña indio de 105 mm

### Blindado
- Vehículo militar utilitario ligero Mahindra Rakshak

- Vehículo antiminas OFD

- Variante blindada Tata 407

- Vehículo blindado Maruti Gypsy

- Tractores agrícolas blindados[23][24]

### Aviones
La flota de aviones está distribuida en diferentes alas aéreas en bases aéreas de la Fuerza Aérea o del Cuerpo de Aviación del Ejército. Esto incluye 1 Ala Fija (HS748, ERJ135BJ) en Palam AFS y 5 Alas Rotatorias (Mi-17, Dhruv) en Agartala AFS, Mountain Shadow AFS, Aeropuerto de Raipur, Aeropuerto de Ranchi, y Srinagar AFS.
- Hawker Siddeley HS 748 - 01

- Embraer 135 BJ - 01

- Helicóptero Mi-17 V5 - 08

- Helicóptero Mi-17 1V - 06

- HAL Dhruv - 06

- HAL Cheetah - 01

### MANPADS
- SA-16 Gimlet

- SA-7 Grial

### Embarcaciones
- Puesto fronterizo flotante - 03

- Ver BSF (Water Wing)

## Críticas y controversias

### Polémica canadiense
En 2010, algunos funcionarios canadienses encargados de conceder visados rechazaron la solicitud de inmigración de un soldado retirado de las BSF, Fateh Singh Pandher, calificando a las BSF de "unidad paramilitar notoriamente violenta implicada en ataques sistemáticos a civiles y responsable de torturar a presuntos delincuentes". Esta acusación no cayó bien en el gobierno indio. El ministro del Interior pidió al Ministerio de Asuntos Exteriores indio que tratara el asunto con Canadá. El ministerio del Interior indio, así como la opinión pública india en general y varios partidos políticos del país, expresaron su indignación por este ataque y calificaron las acciones de Canadá de discriminatorias y espurias, y denunciaron sus acusaciones contra la BSF como infundadas y no probadas. El gobierno indio amenazó con represalias diplomáticas a menos que Canadá retirara sus acusaciones. El gobierno canadiense no respondió inmediatamente. Se especuló con que las represalias diplomáticas de India consistirían en prohibir a los canadienses que fueran a participar en la guerra de Afganistán si lo hacían a través de India. La indignación pública en India llevó a las autoridades canadienses a expresar "un gran respeto por las fuerzas armadas de India y las instituciones relacionadas". Posteriormente, el Ministerio de Asuntos Exteriores de India convocó al Alto Comisionado canadiense, Joseph Caron, y exigió que cesara "la flagrante discriminación contra las agencias de seguridad indias". El ministro de Asuntos Exteriores de India, SM Krishna, condenó las acciones de Canadá y ha expresado su orgullo por los logros de la BSF.
Tras las quejas presentadas por el gobierno indio y las críticas a las acciones de Canadá contra India, el gobierno de Harper se retractó de sus anteriores acusaciones contra los agentes de seguridad de las BSF. El ministro canadiense de Ciudadanía e Inmigración, Jason Kenney, calificó de "desafortunados" los incidentes relacionados con el uso de "lenguaje soez por parte del Alto Comisionado canadiense en las cartas de denegación de visado a algunas personas", Kenney declaró: "Este lenguaje, o la impresión inexacta que ha creado, no refleja en modo alguno la política o la postura del Gobierno de Canadá".

### Asesinatos en la frontera de Bangladesh
Según el gobierno de Bangladesh, 136 civiles murieron y otros 170 resultaron heridos en 2009. El gobierno indio ha afirmado que en 2009 murieron 67 y 80 resultaron heridos. El gobierno de Bangladesh y organizaciones bangladeshíes protestaron enérgicamente contra estas presuntas matanzas. Los medios de comunicación afirman que, en agosto de 2008, oficiales indios de las BSF admitieron que habían matado a 59 personas (34 bangladeshíes, 21 indios y el resto sin identificar) que intentaban cruzar ilegalmente la frontera durante los seis meses anteriores. Los medios de comunicación indios afirmaron que, en 2001, los Rifles de Bangladesh tendieron una emboscada y mataron a 16 soldados de las BSF cuando perseguían a unos contrabandistas bangladeshíes de vuelta a Bangladesh. Desde entonces, la BSF se ha visto obligada a actuar con dureza contra los ilegales bangladeshíes. Se percibieron represalias por parte de la BSF, pero se evitaron después de que los ministros del Interior de ambos países mantuvieran conversaciones sobre el asunto.
En julio de 2009, Channel 4 News informó de que, al parecer, la BSF mataba indiscriminadamente a "cientos" de bangladeshíes e indios a lo largo de la barrera indo-bangladeshí. La BSF afirma que el principal objetivo de la barrera es controlar la inmigración ilegal a India y prevenir el terrorismo transfronterizo de los islamistas.
Los medios de comunicación bangladesíes acusaron a las BSF de secuestrar a 5 niños bangladesíes, de entre 8 y 15 años, en Haripur Upazila, en el distrito bangladesí de Thakurgaon, en 2010. Los niños estaban tendiendo redes de pesca cerca de la frontera.
En 2010, Human Rights Watch (HRW) publicó un informe de 81 páginas en el que se denunciaban "más de 900 abusos cometidos por la BSF" en la primera década del siglo XXI. El informe se elaboró a partir de entrevistas con víctimas de tiroteos de la BSF, testigos y miembros de la BSF y de su homóloga bangladeshí. Según HRW, la mayoría fueron asesinados cuando cruzaban a territorio indio por dedicarse al robo de ganado u otras actividades de contrabando.
En febrero de 2012, el sitio web de las BSF fue pirateado por piratas informáticos bangladesíes en represalia. Los piratas informáticos compartieron posteriormente la noticia en Internet y en otras redes sociales, donde afirmaron haber desfigurado las páginas pidiendo a las BSF que dejaran de matar a bangladesíes en la frontera. El sitio volvió a la normalidad el 15 de febrero de 2012.

## Desafíos

### Condiciones de trabajo
Se han cuestionado las condiciones de trabajo de las BSF. El "Síndrome de Cero Errores" añade estrés. En diciembre de 2018 se publicó un informe del comité permanente del Ministerio del Interior sobre las "Condiciones de trabajo en las Fuerzas de Vigilancia Fronteriza", fue presidido por P. Chidambaram.

## Salud
La salud de los empleados sigue siendo un desafío, y dado el número de la fuerza, más empleados, en comparación con las muertes operativas, mueren de enfermedades, enfermedades; y los problemas de salud mental también han sido planteados y abordados por la fuerza.

## En los medios de comunicación
La BSF ha aparecido en el documental de la cadena National Geographic BSF : La primera línea de defensa.